# Otllak
Otllak è una frazione del comune di Berat in Albania (prefettura di Berat).
Fino alla riforma amministrativa del 2015 era comune autonomo, dopo la riforma è stato accorpato, insieme agli ex-comuni di Berat, Velabisht, Roshnik e Sinjë a costituire la municipalità di Berat.

## Località
Il comune è formato dall'insieme delle seguenti località:
- Lapardha 1
- Lapardha 2
- Qereshnik
- Balibardhë
- Dushnik
- Moravë
- Ullinjas
- Vodëz e Sipërme
- Orizaj
- Otllak